# Trois-Épis
Les Trois-Épis est un hameau partagé entre les communes d'Ammerschwihr, Turckheim et Niedermorschwihr, situé dans le département du Haut-Rhin en Alsace (actuelle région Grand Est).
Il est situé à 13 kilomètres de Colmar et perché à plus de 670 mètres d'altitude dans le massif des Vosges. Une flamme postale des années 1970, intitulée Trois-Épis, indiquait en sous-titre Alt 700 m et portait le dessin de 3 épis de blé et de sapins sur des collines.
C'est un hameau très prisé des catholiques par son histoire, du fait d'une apparition de la Vierge au XVe siècle.

## Géographie

### Transports
La Trace assure la desserte du village grâce à la ligne 25 reliant Trois-Épis à Colmar via Niedermorschwihr et Turckheim en 30 à 35 minutes. 
La ligne des transports départementaux Colmar - Labaroche est la 157.
De 1899 à 1934, il existait une ligne de chemin de fer à voie métrique reliant la station à la gare de Turckheim.

## Histoire

### Notre-Dame des Trois Épis

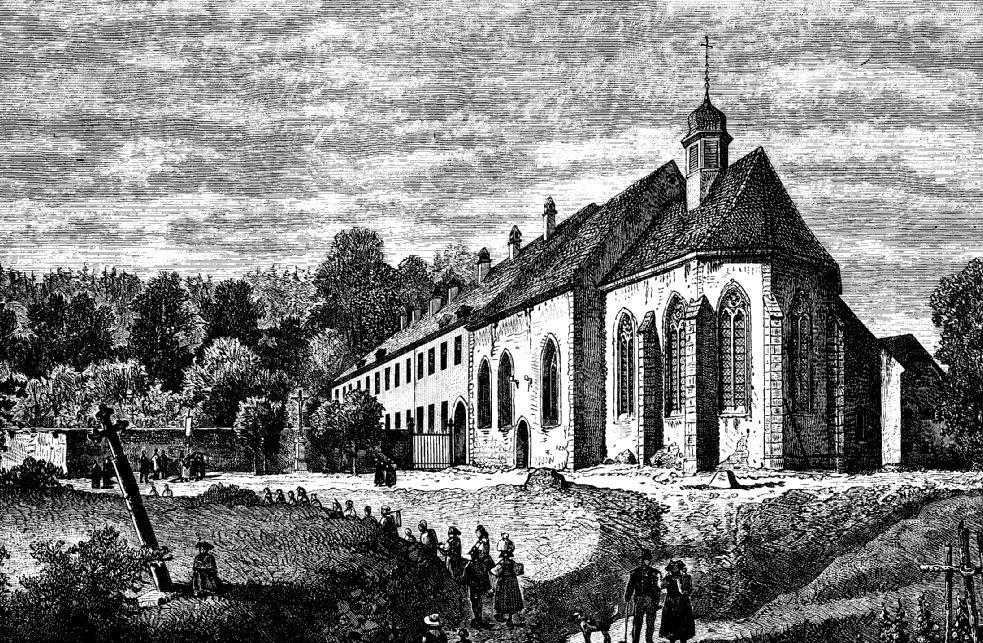
Pèlerinage des Trois-Épis autrefois

Le lieu-dit tire son nom d'une apparition de la Vierge à un forgeron d'Orbey nommé Thierry Schoeré le 3 mai 1491. Elle aurait tenu trois épis de blé d'une main et un grêlon de l'autre, suggérant que la piété serait source de bonnes récoltes. 

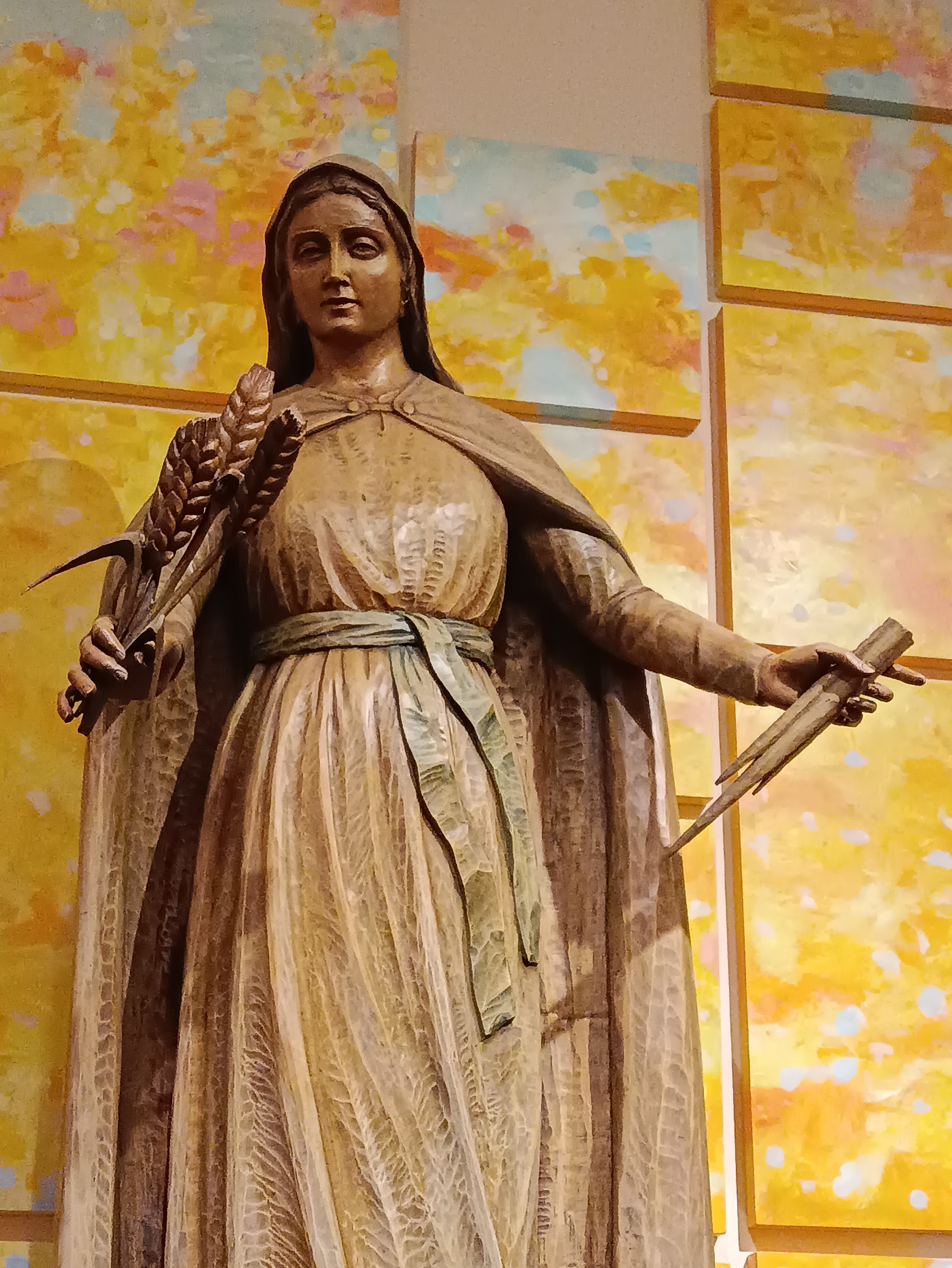
Notre-Dame des Trois Épis, statue dans la chapelle ancienne.

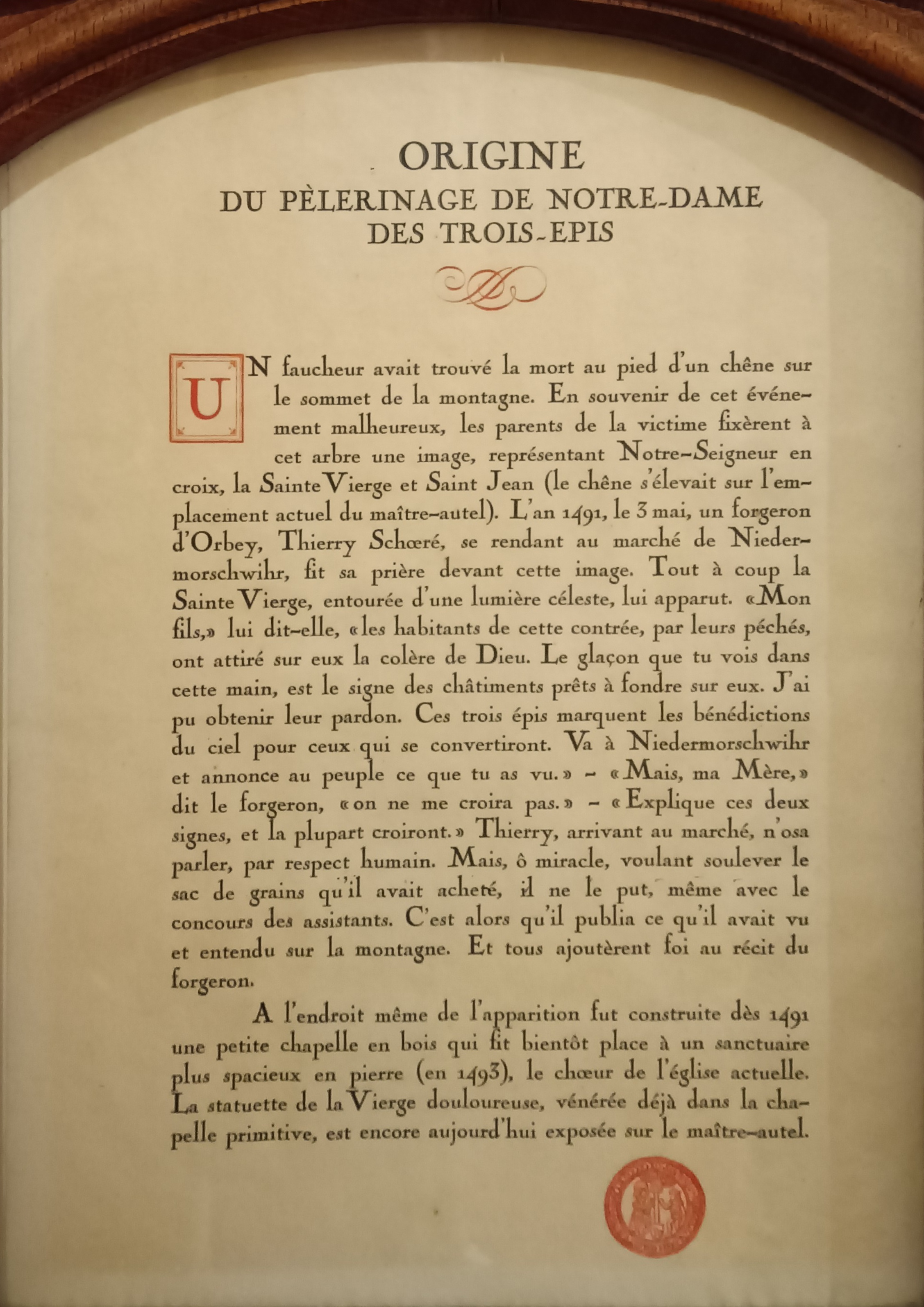
Histoire des apparitions de Notre-Dame des Trois Épis.

À l'endroit de l'apparition, les habitants édifièrent une petite chapelle en bois. Au XVIe siècle, le pèlerinage connut un grand essor et la nouvelle chapelle, désormais en pierre, fut plusieurs fois agrandie afin d'accueillir les fidèles. Détruite durant la guerre de Trente Ans, une nouvelle fut érigée avec, à ses côtés, un couvent qui hébergea successivement un grand nombre de communautés religieuses.
L'église Notre-Dame-de-l'Annonciation, construite en béton brut avec fausse voûte en lamellé-collé et murs partiellement en dalles de verre, date de 1968. Elle est l'œuvre des architectes Pierre Keller et Pierre Dumas. La flèche formée de trois piliers symbolisant les trois épis a été érigée en 1991 à côté de l'église, selon le projet de l'architecte Prioleau,. Les vitraux sont signés Camille Hilaire.
Le sanctuaire est animé par une communauté de pères rédemptoristes.  Ces derniers ont géré un juvénat (petit séminaire), puis un collège privé, fermé vers 1980

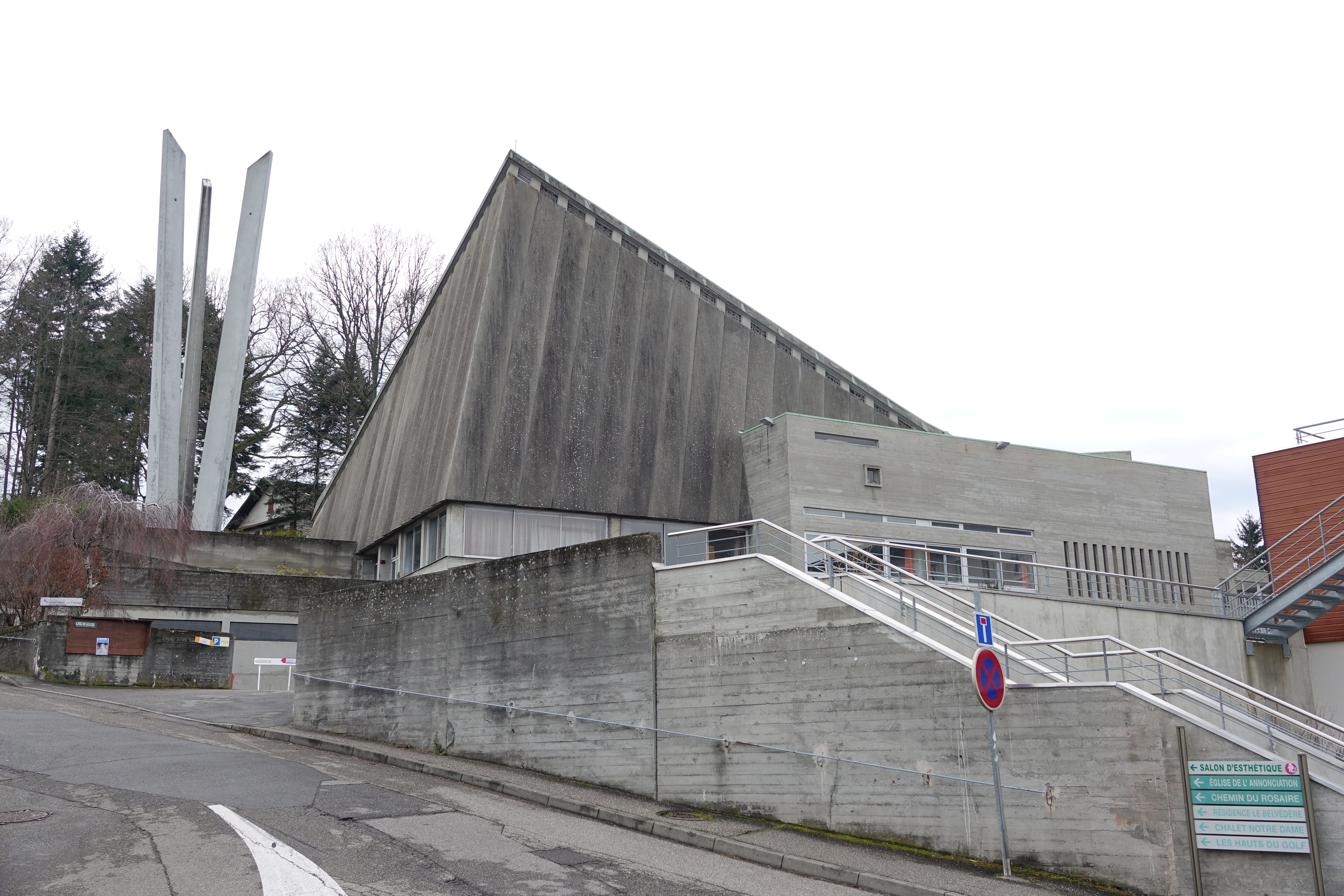
Extérieur.
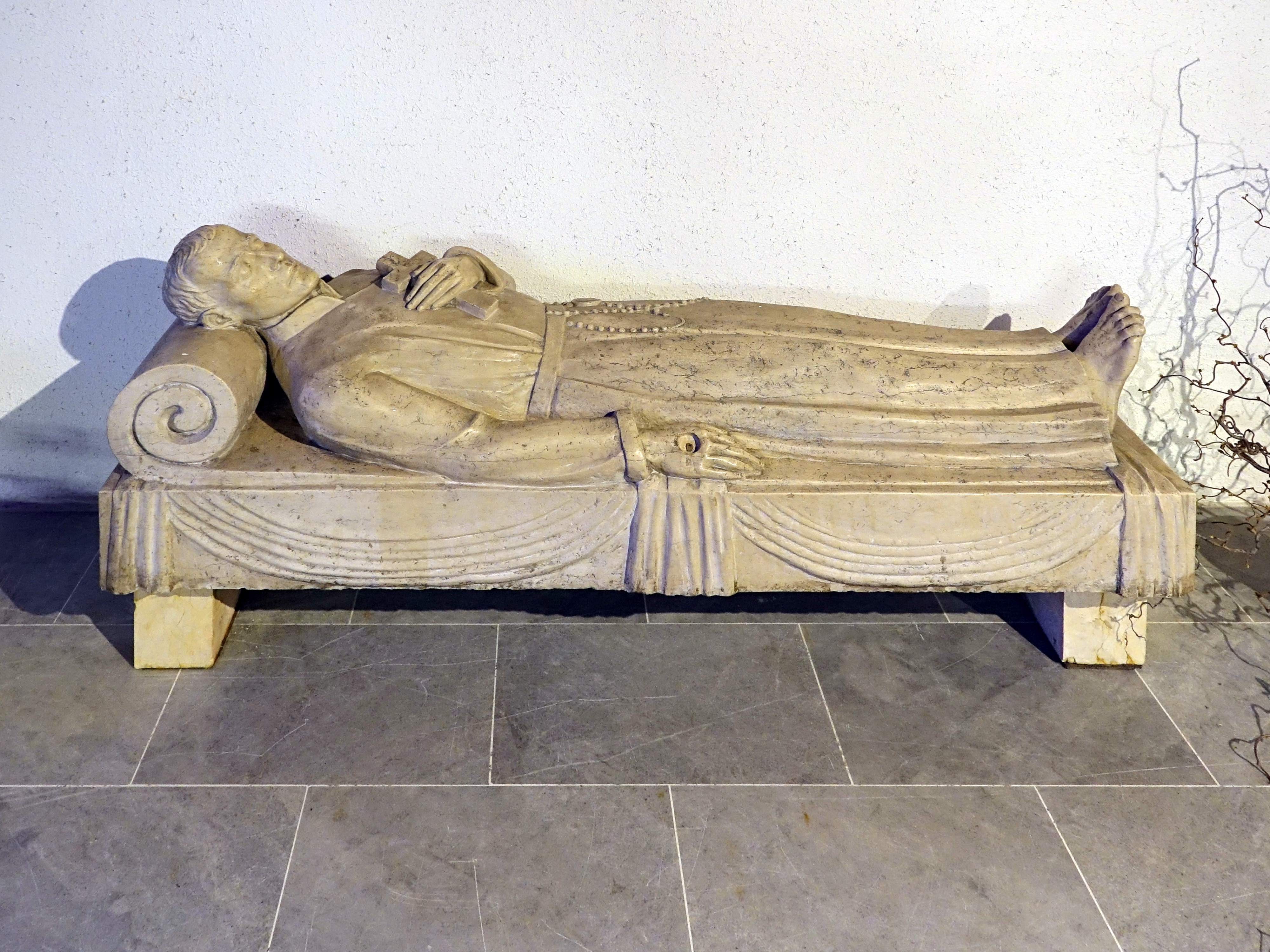
Gisant.
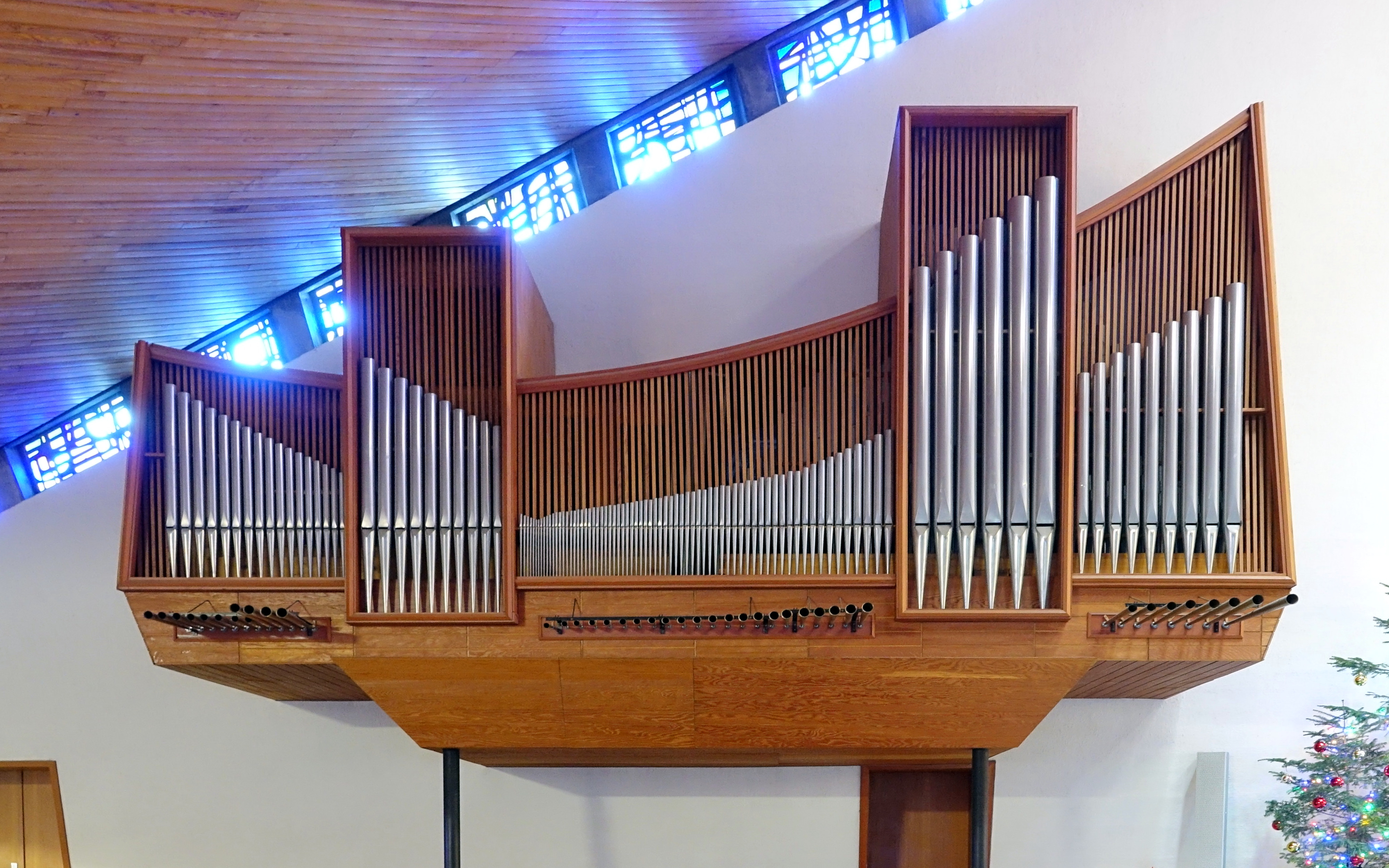
Orgue.
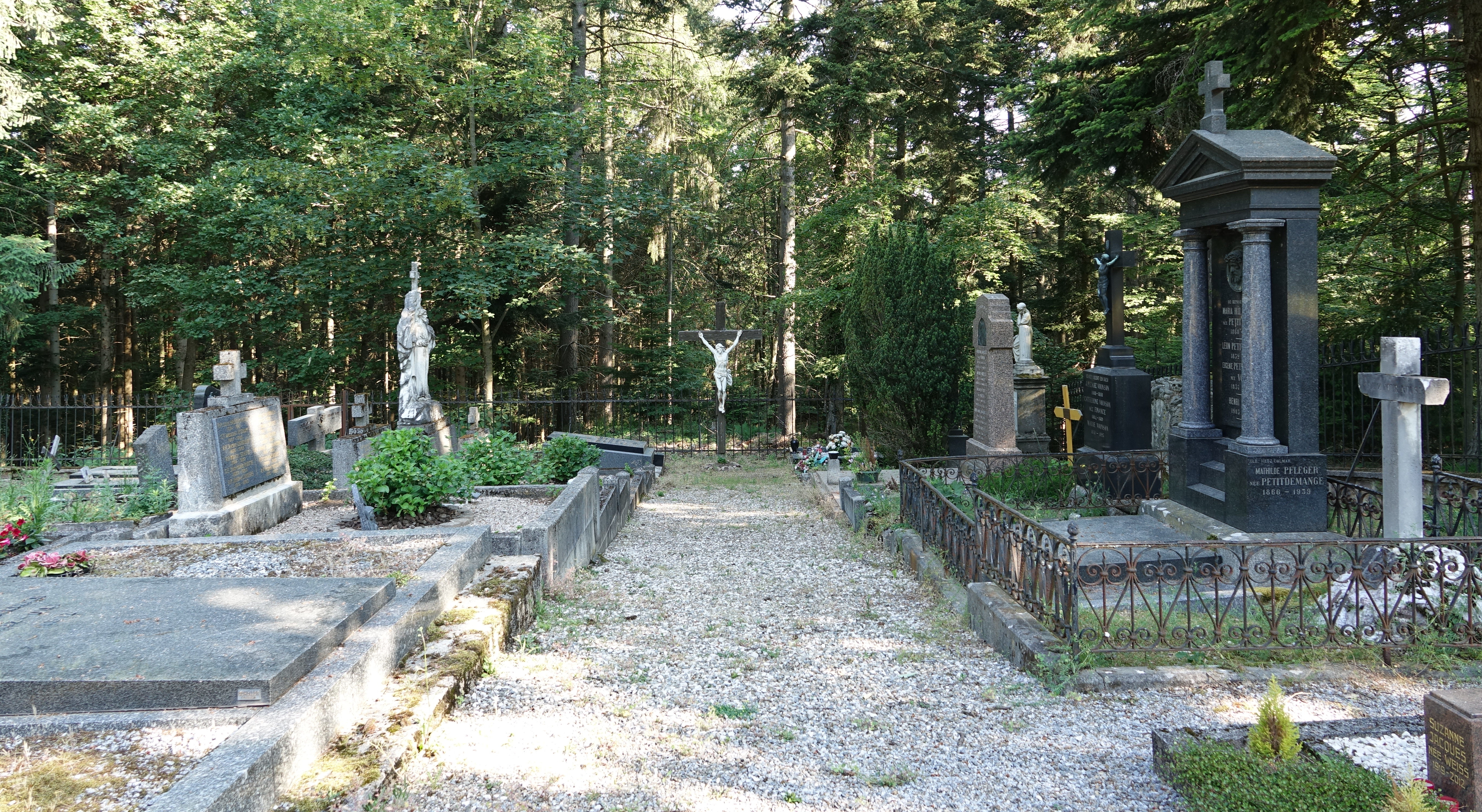
Le cimetière.
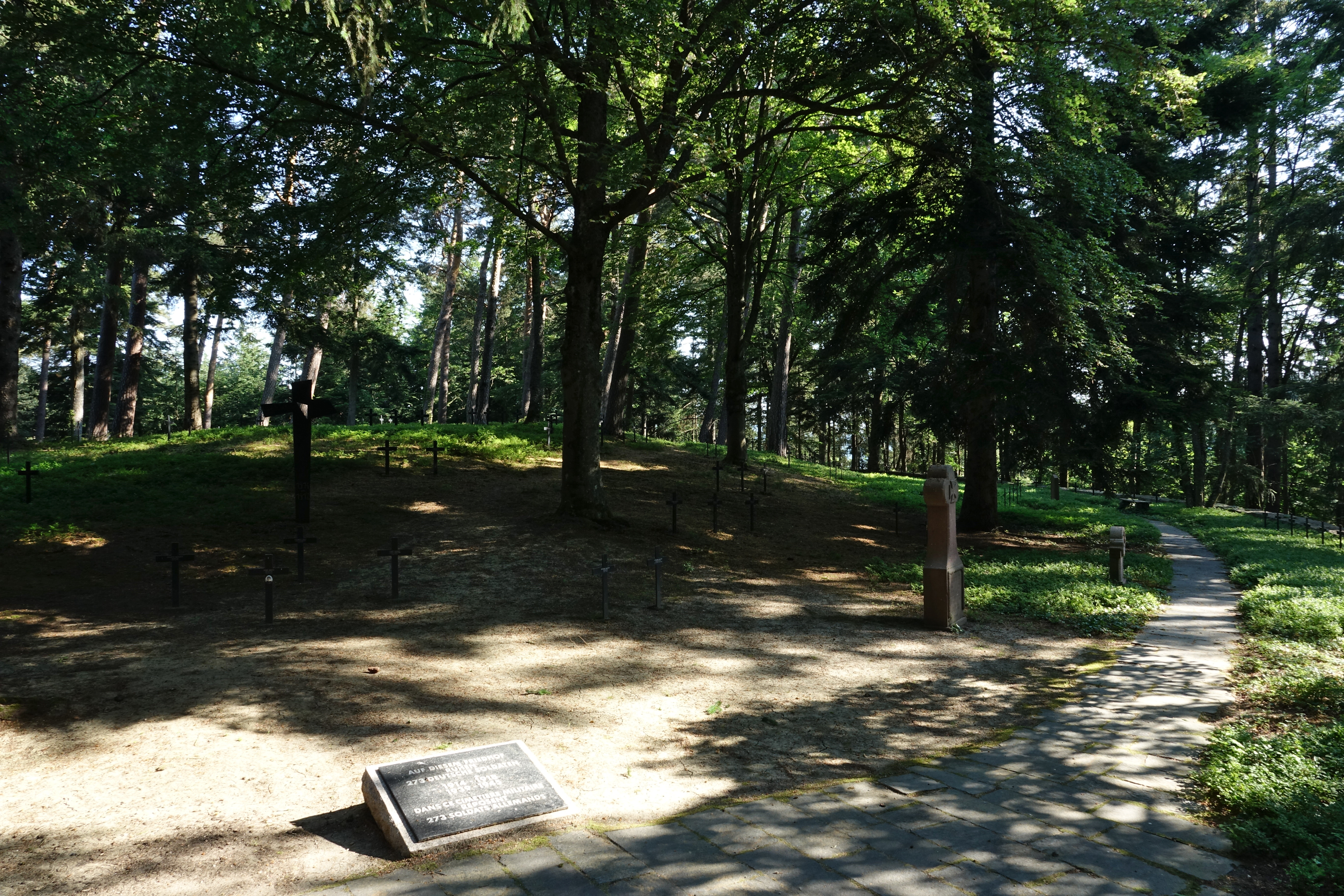
Le cimetière allemand.

### Le manifeste des Trois-Épis (1940)
Le manifeste des Trois-Épis est un texte rédigé par Robert Ernst et signé le 18 juillet 1940 par des autonomistes alsaciens pour demander à Hitler l’annexion de l’Alsace au Reich.

## Population et société

### Centre médical
Les Trois-Épis c'est aussi un centre médical de soins de suite géré par la Mutuelle générale de l'Éducation nationale (MGEN). À l'origine, la MGEN y avait installé une maison de convalescence et de cure dans d'anciens hôtels dans les années 1950. Au fil du temps, la vocation initiale de centre de cure et de repos a progressivement évolué vers une médicalisation plus poussée. Aujourd'hui cet établissement accueille 210 patients en post-hospitalisation.

### Administration
La gestion du site des Trois-Épis est assurée par un SIVOM, dont le bureau est composé de neuf membres (trois membres désignés par chacune des trois communes). Le président du SIVOM est Patrick Reinstettel, maire d'Ammerschwihr.
Les ressources financières de ce SIVOM proviennent de contributions versées par les trois communes. Le SIVOM assure l'entretien de la voirie, l'éclairage public et autres services de base. Il n'a aucune compétence en matière de police administrative ou d'état-civil.

## Culture locale et patrimoine

### Événements
Quelques événements sont notables et attirent de nombreux touristes chaque année. Durant le mois d'avril, lors d'une belle journée de printemps est organisée la fête de la rose, attirant de nombreuses personnes. Un marché aux roses est mis en place à cette occasion au centre du village. Le second week-end de juin est organisée la course de côte Turckheim - Trois-Épis. Ce week-end là des centaines de touristes sont présents, surtout les amateurs de vieilles voitures.

### Dans la culture populaire
Il existe en Alsace une charade récurrente, à énoncer avec l'accent alsacien : 

« Mon premier s'appelle Joseph, 
 Mon second s'appelle Joseph, 
 Mon troisième s'appelle Joseph... 
 et mon tout est les trois Seppi. »

 Cette charade n'est compréhensible que lorsqu'on sait que « Seppi », aux côtés de « Sepp », est un diminutif usuel de « Joseph » ou « Josef » dans tout le sud du monde germanique (Alsace, Bade-Wurtemberg, Bavière, Suisse, Autriche, etc.).

### Musée
Situé près de l'ancienne église, ce petit musée retrace l'histoire du pèlerinage et présente de nombreux ex-voto.

## Le chemin du Rosaire

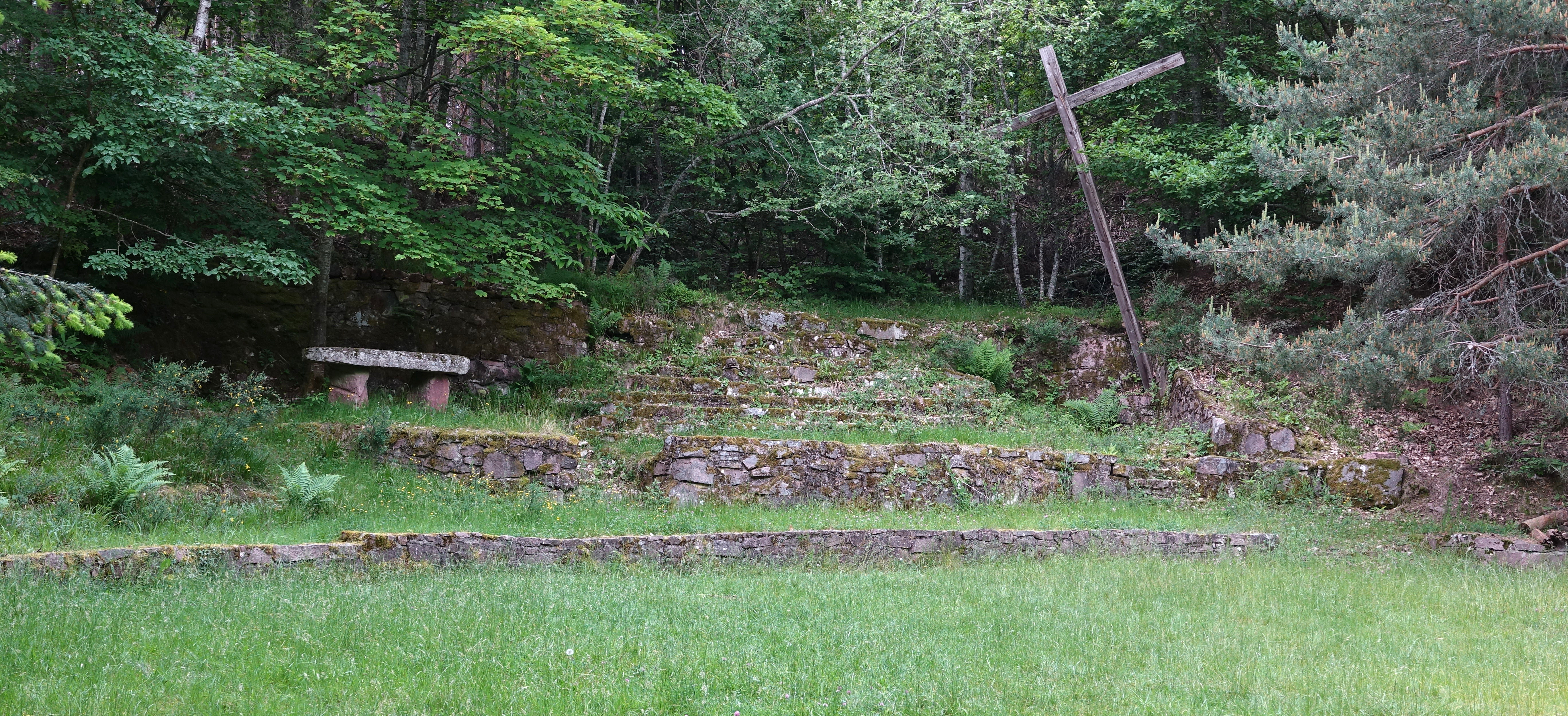
La place du Rosaire.

### Mystères joyeux

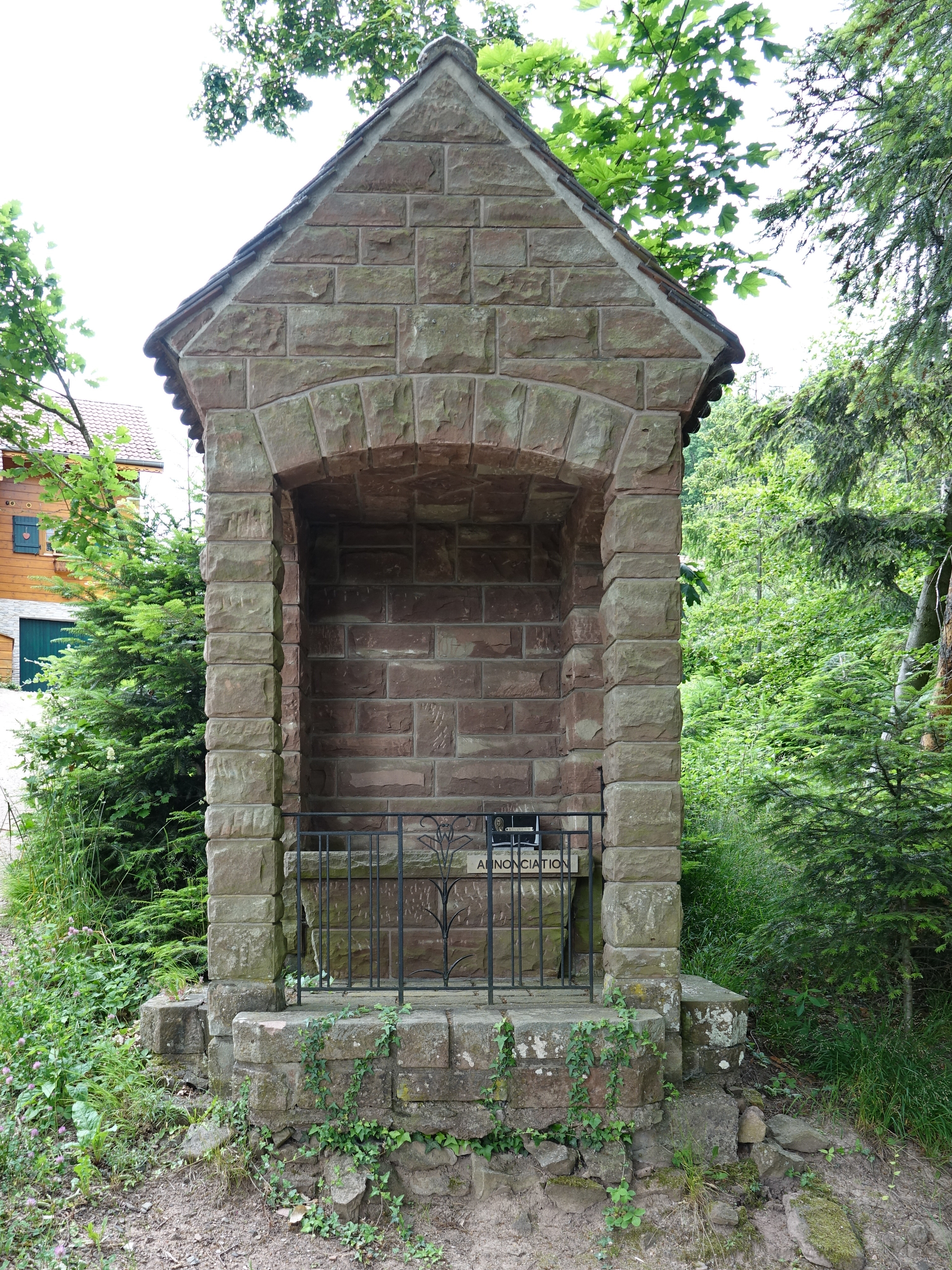
La chapelle "Annonciation".
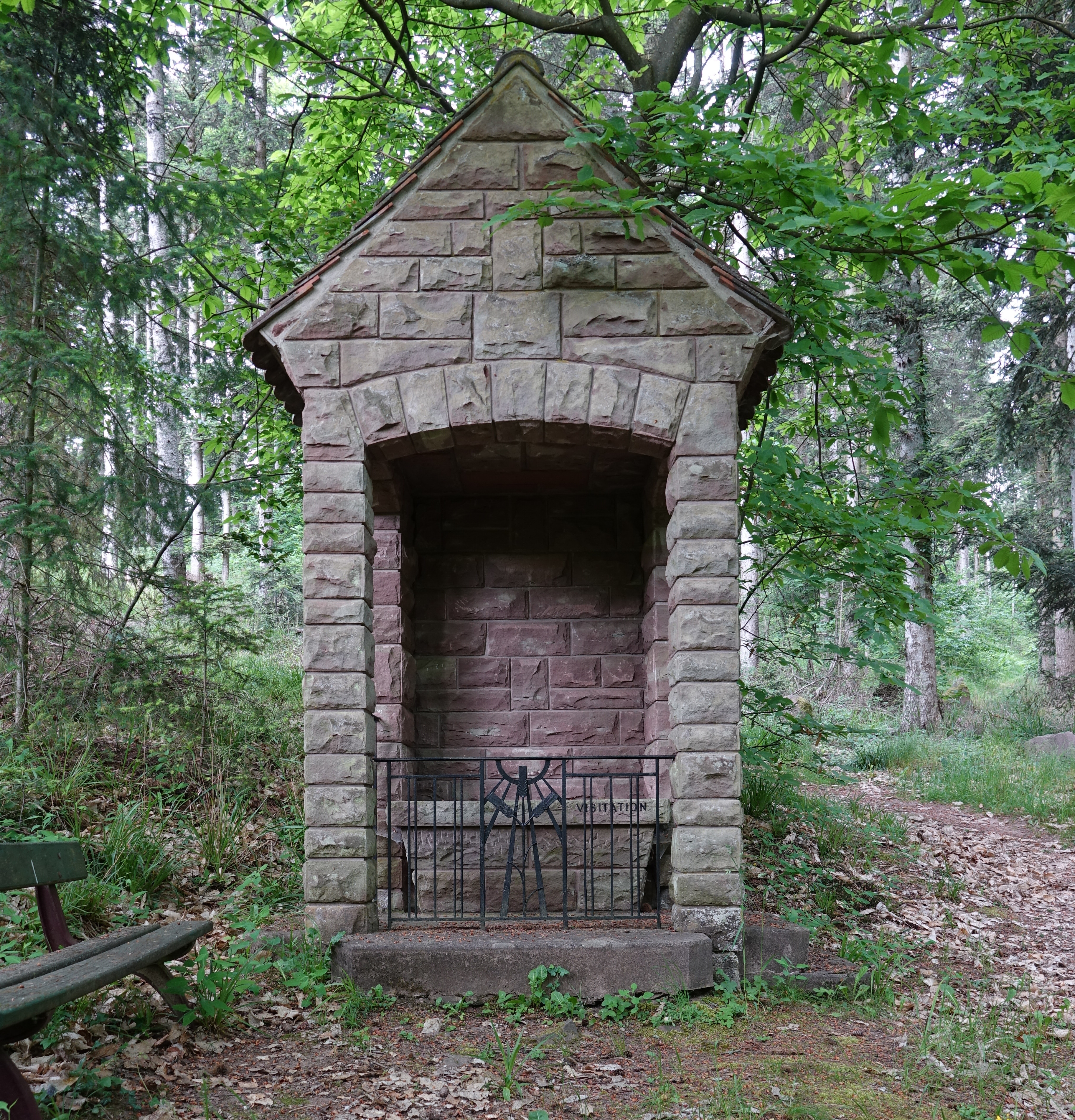
La chapelle "Visitation".
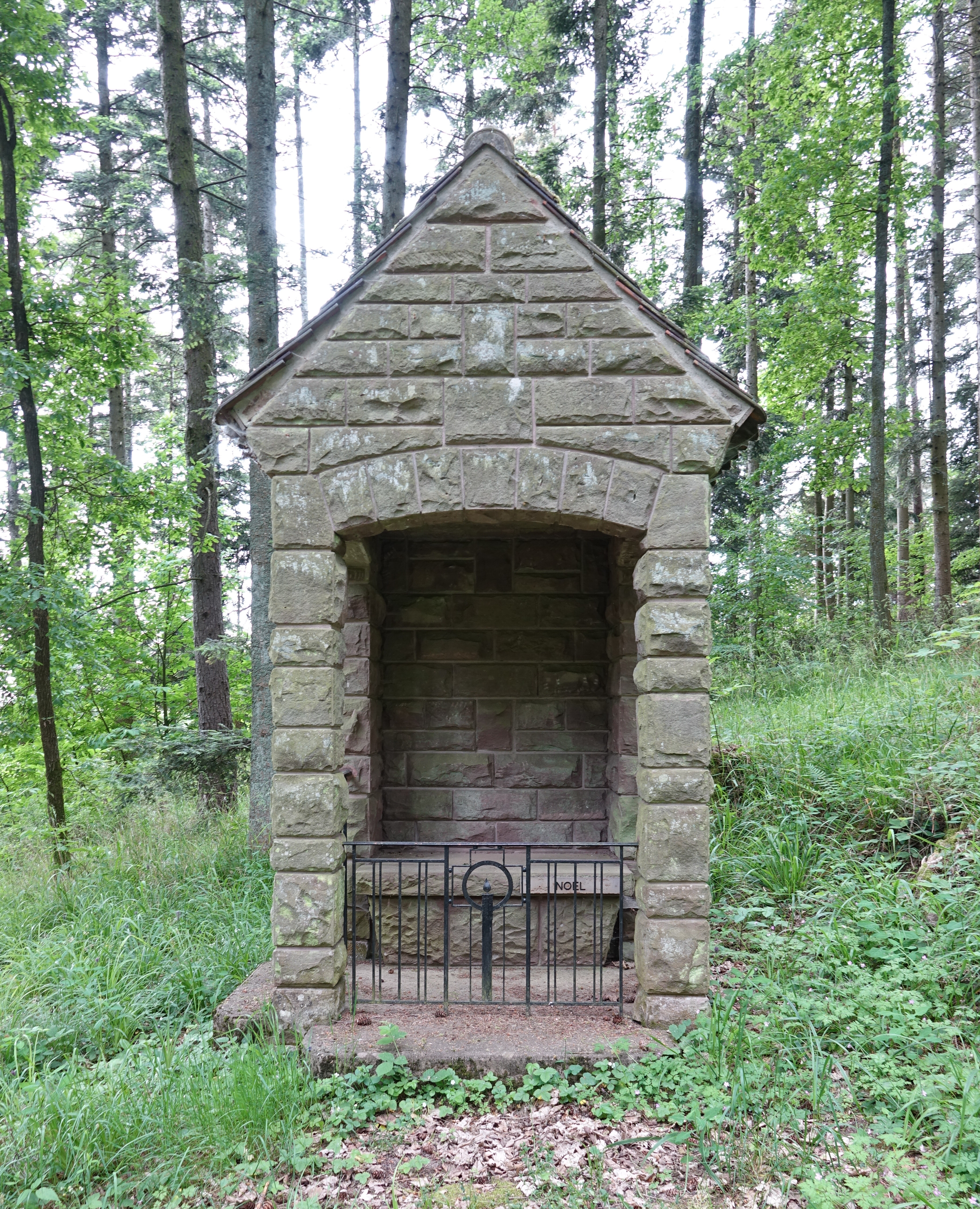
La chapelle "Noël".
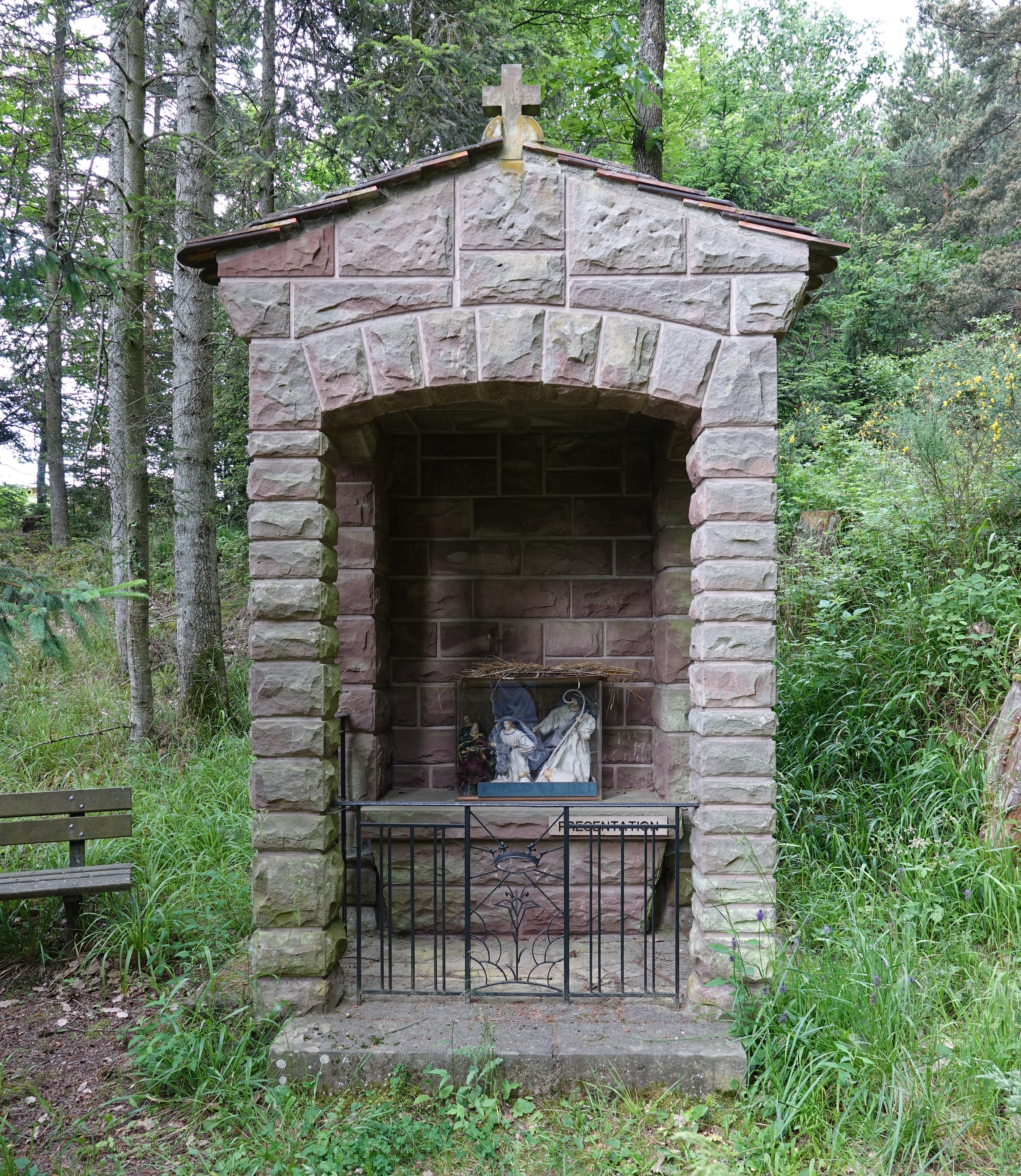
La chapelle "Présentation aux Trois-Épis".
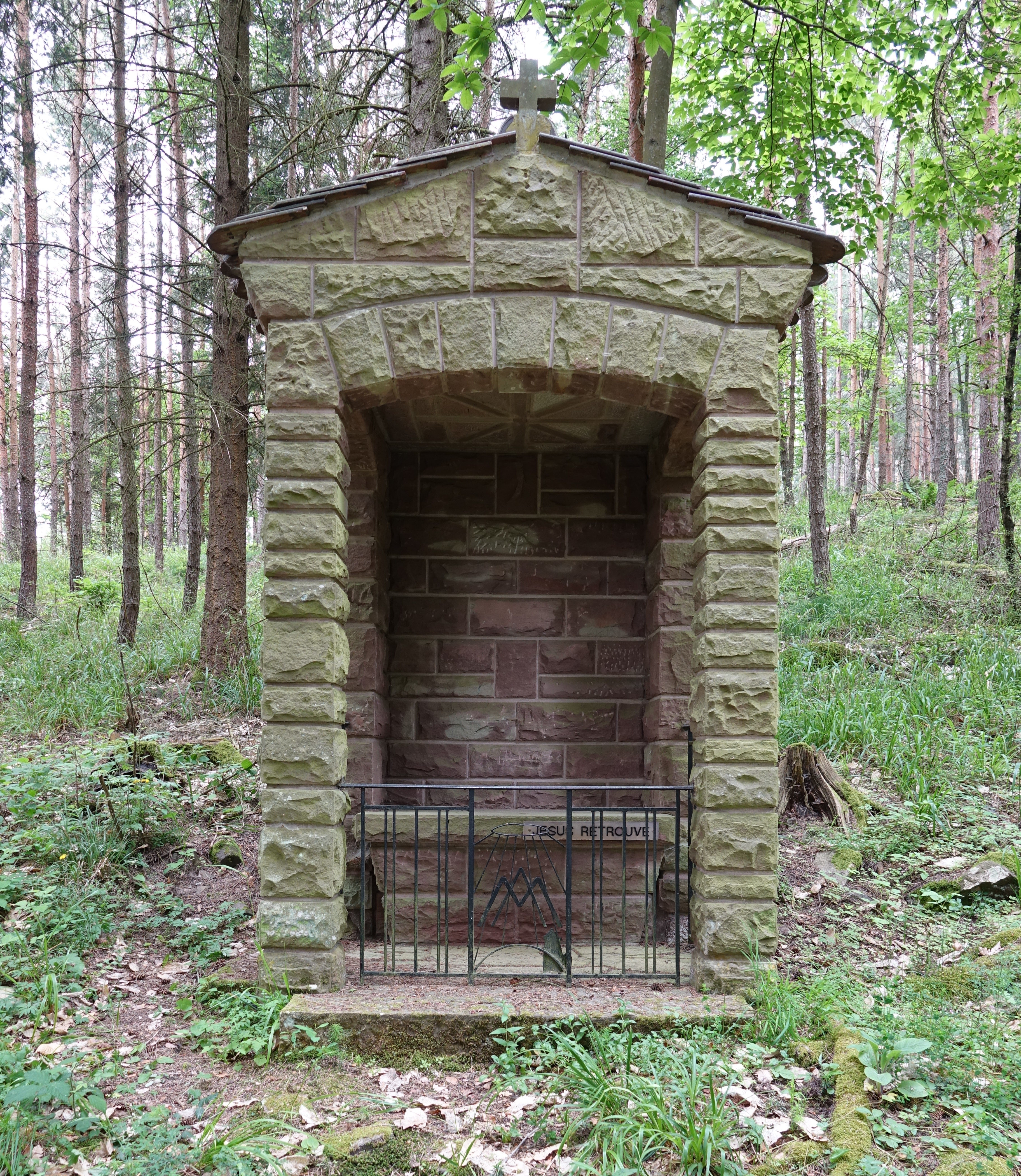
La chapelle "Jésus retrouvé".

### Mystères douloureux

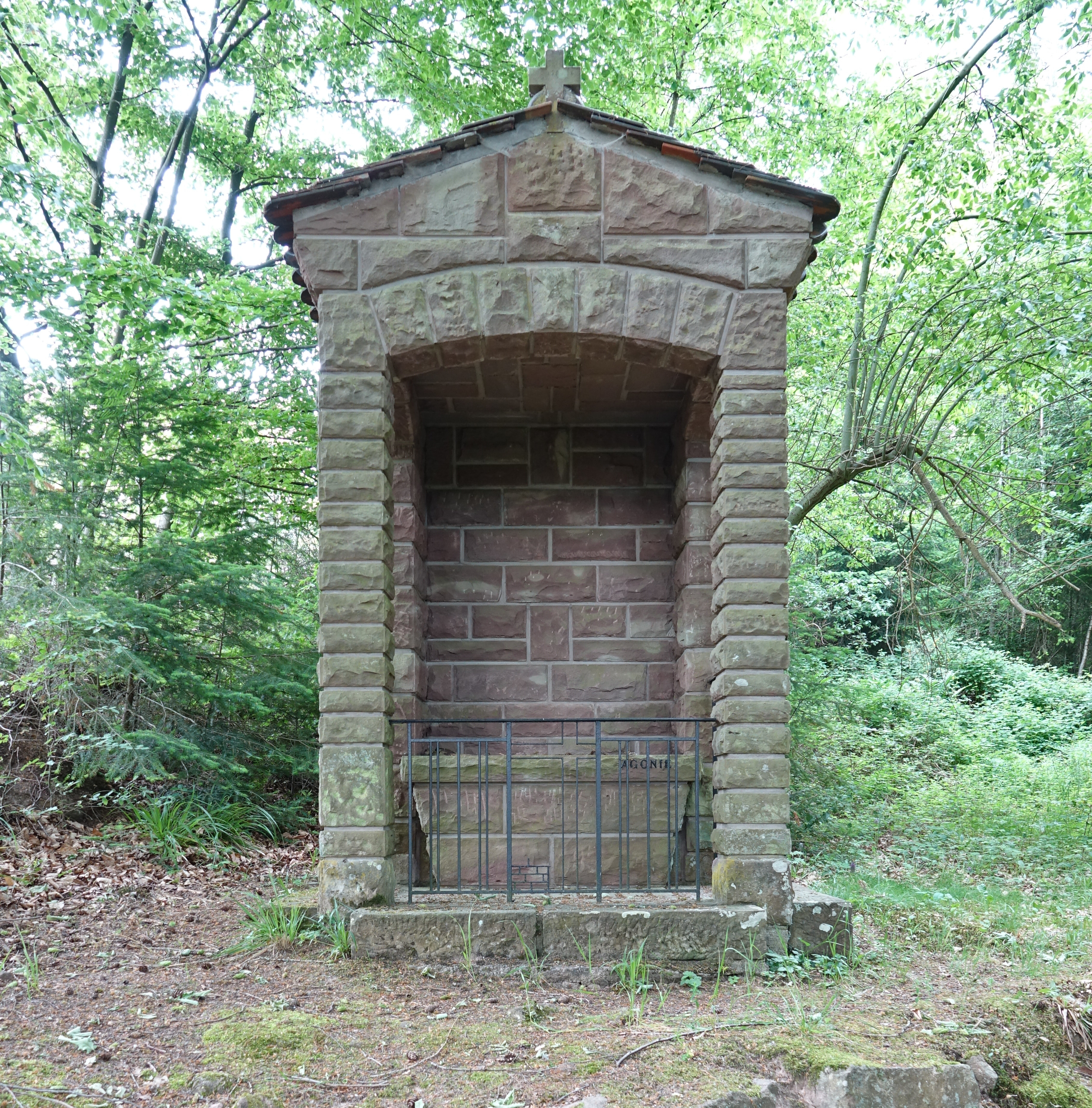
La chapelle "Agonie".
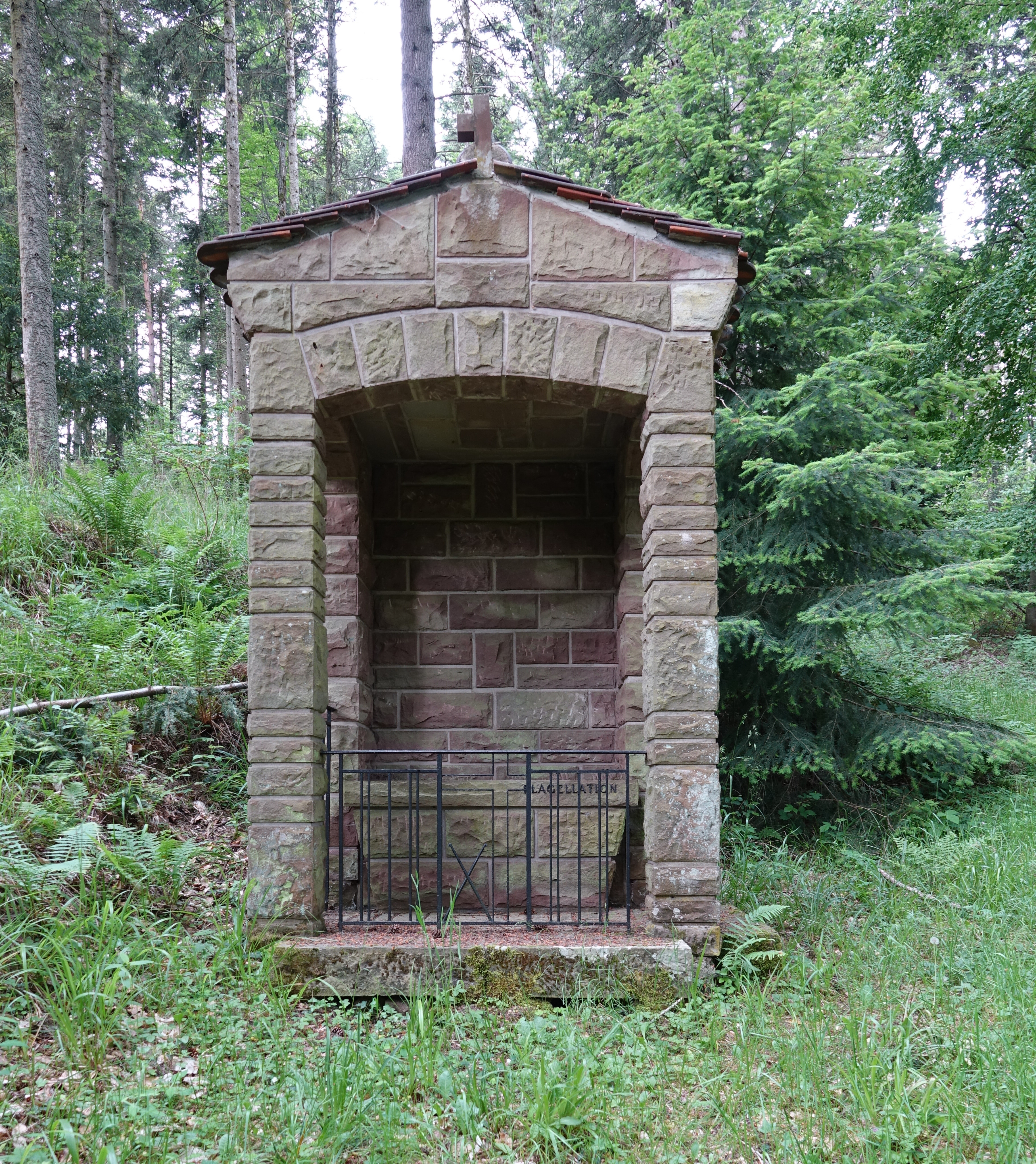
La chapelle "Flagellation".
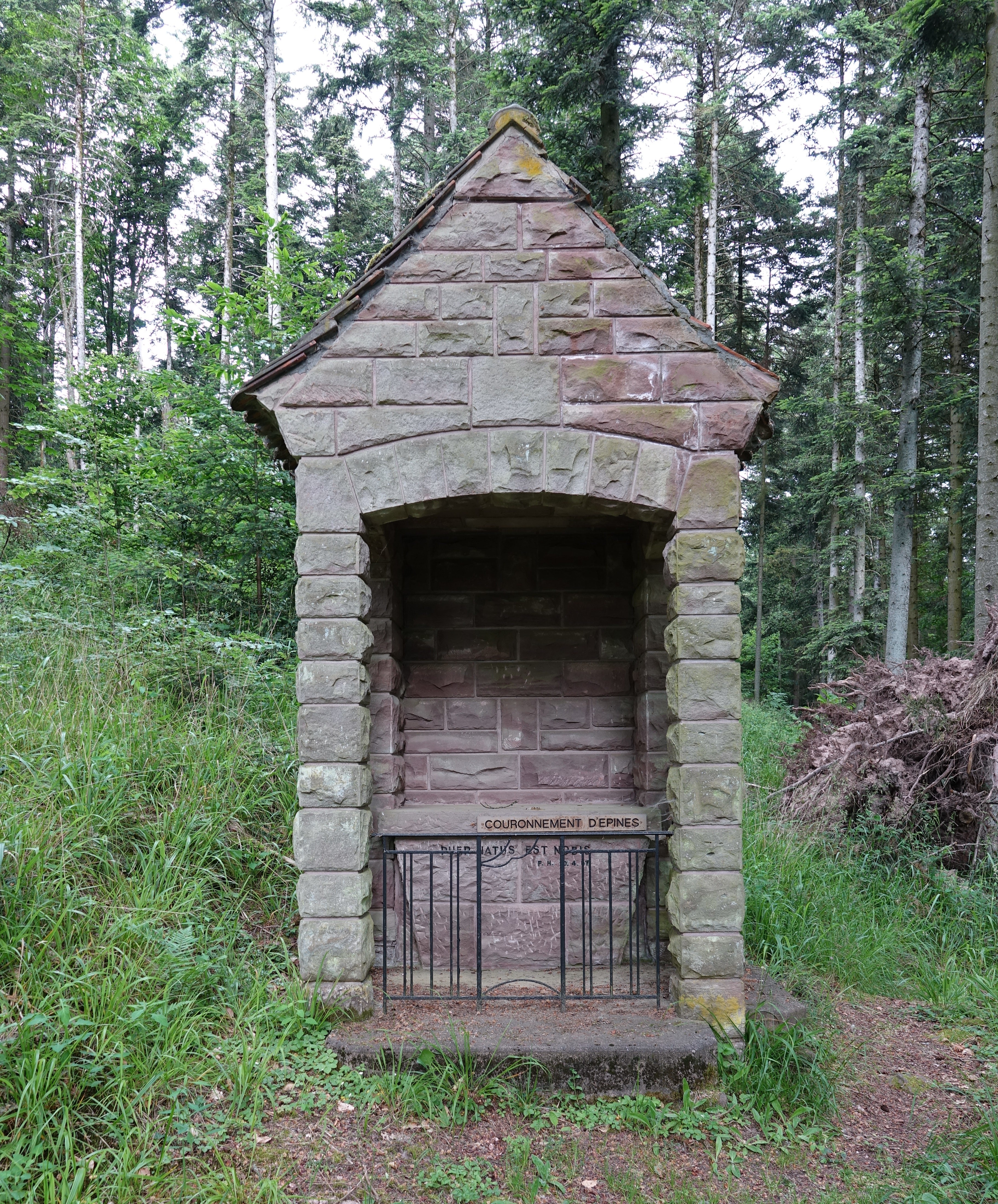
La chapelle "Couronnement d'épines".
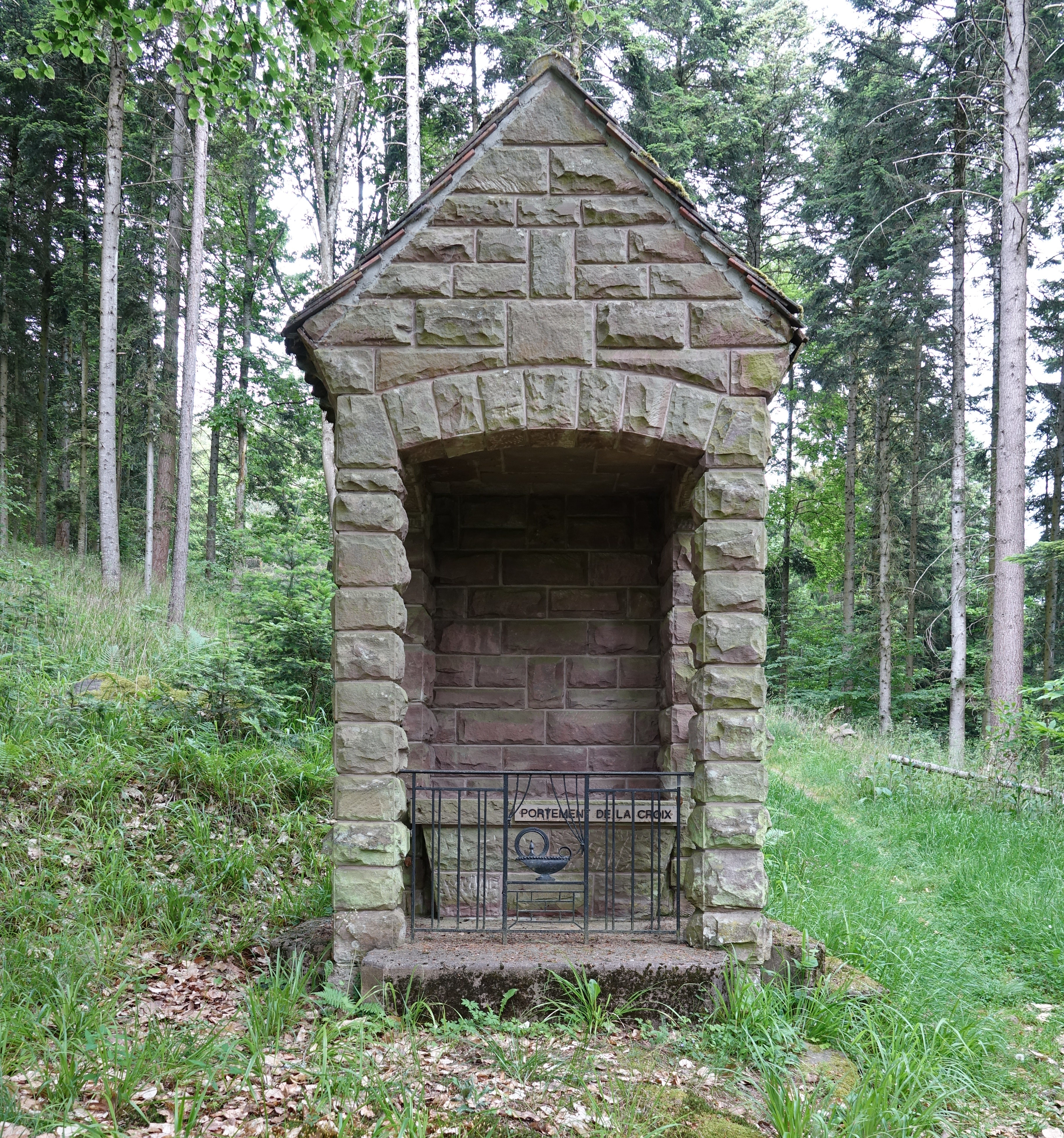
La chapelle "Portement de la Croix".
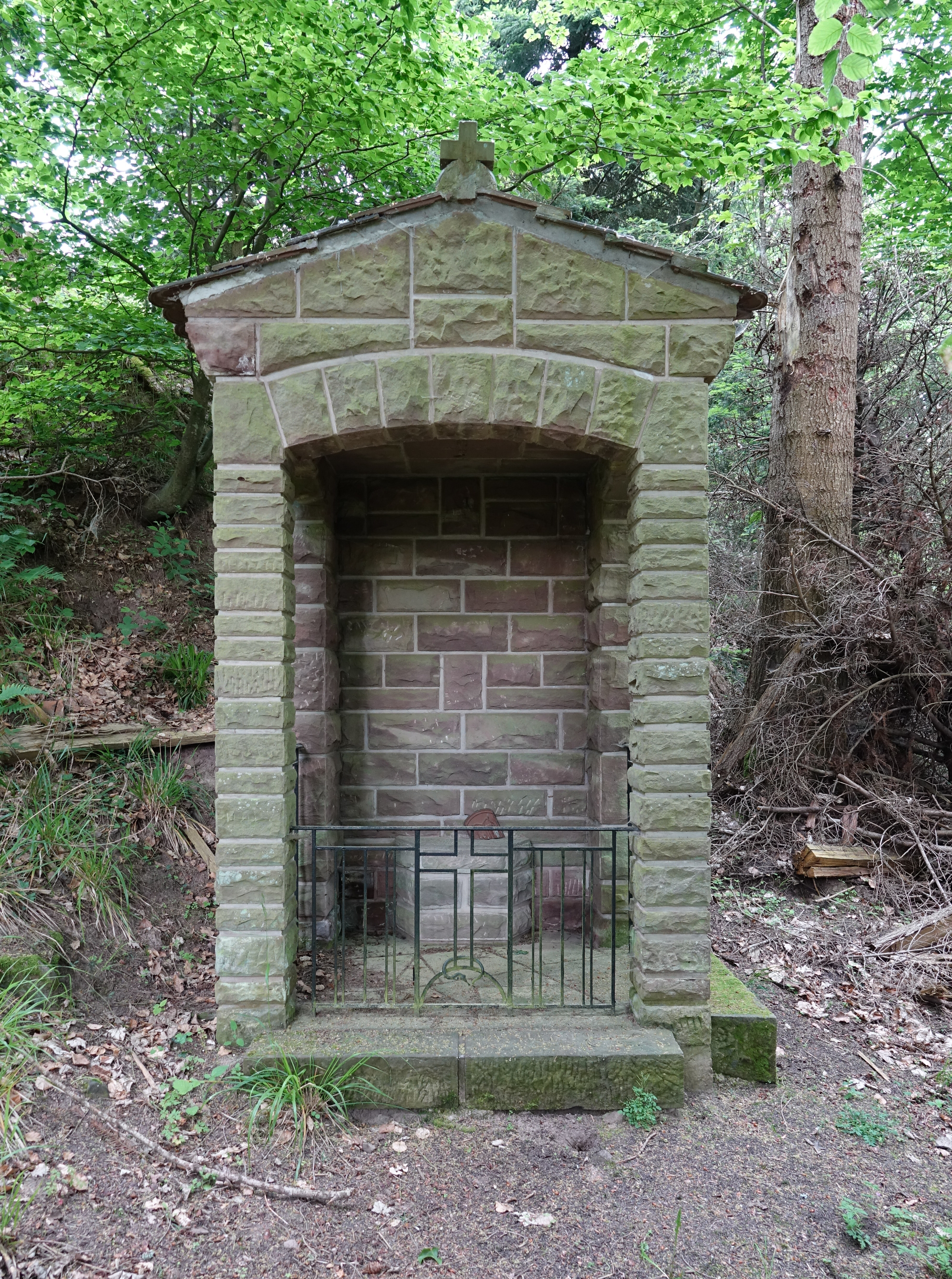
La chapelle "Jésus en croix".

### Mystères glorieux

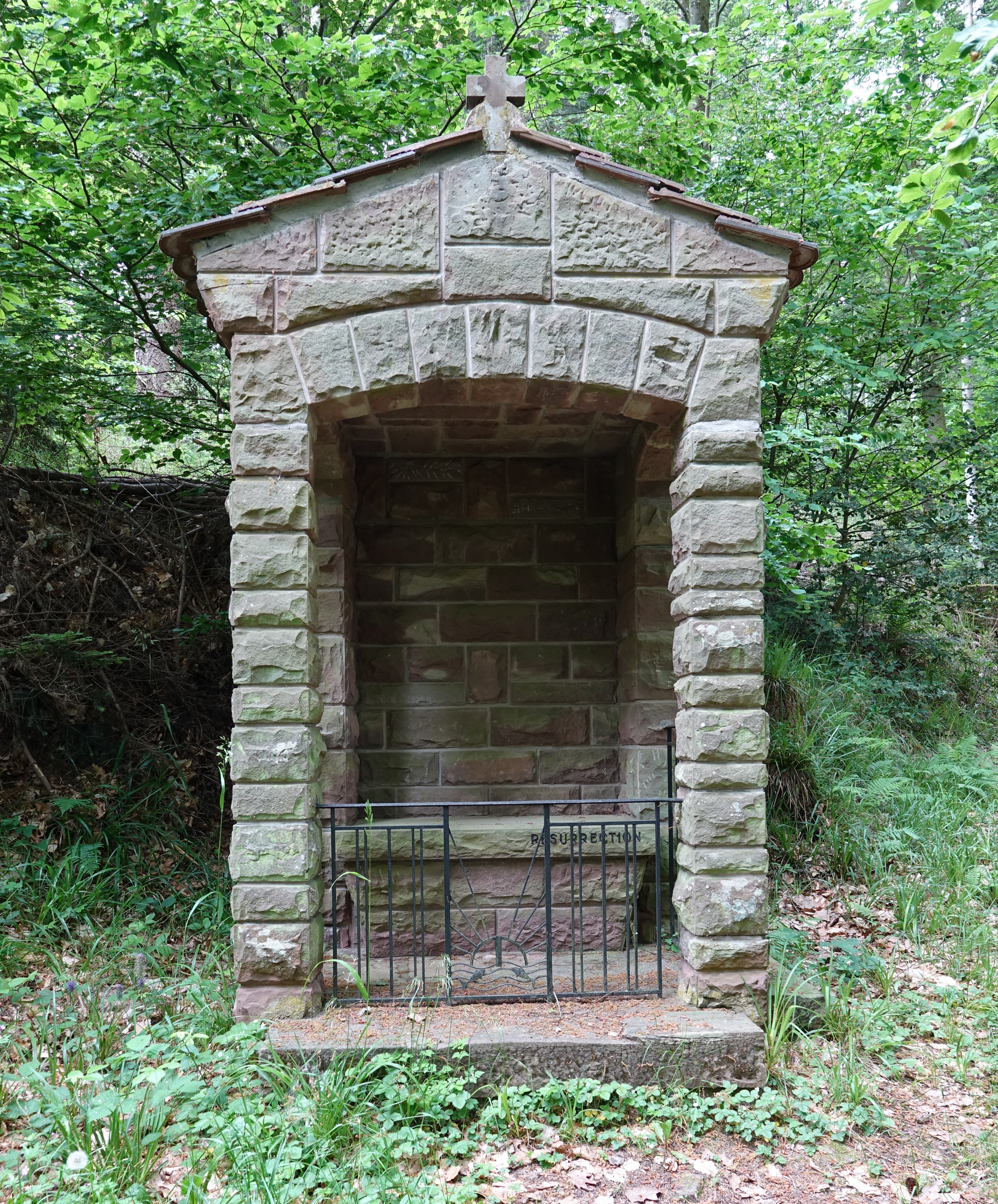
La chapelle "Résurrection".
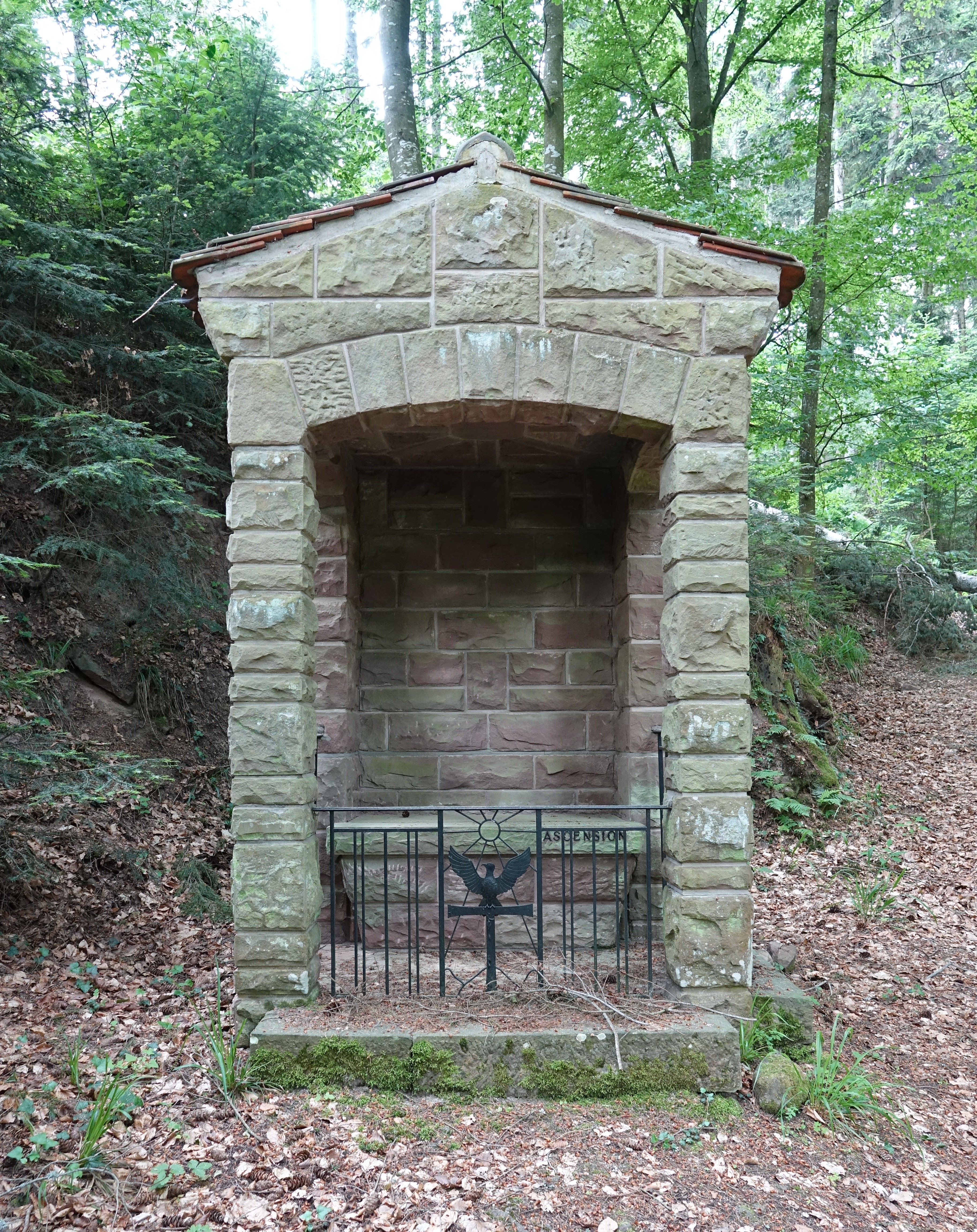
La chapelle "Ascension".
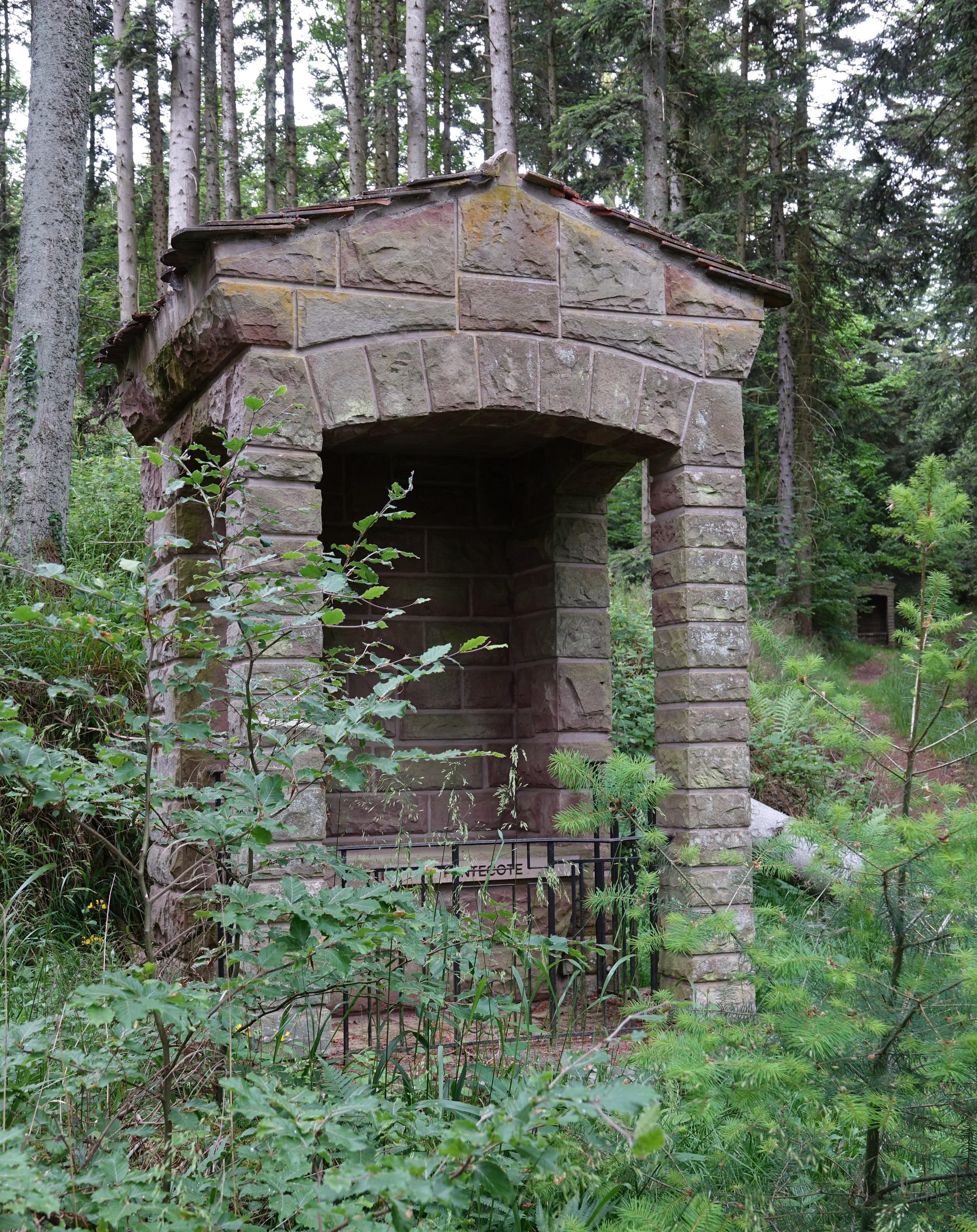
La chapelle "Pentecôte".
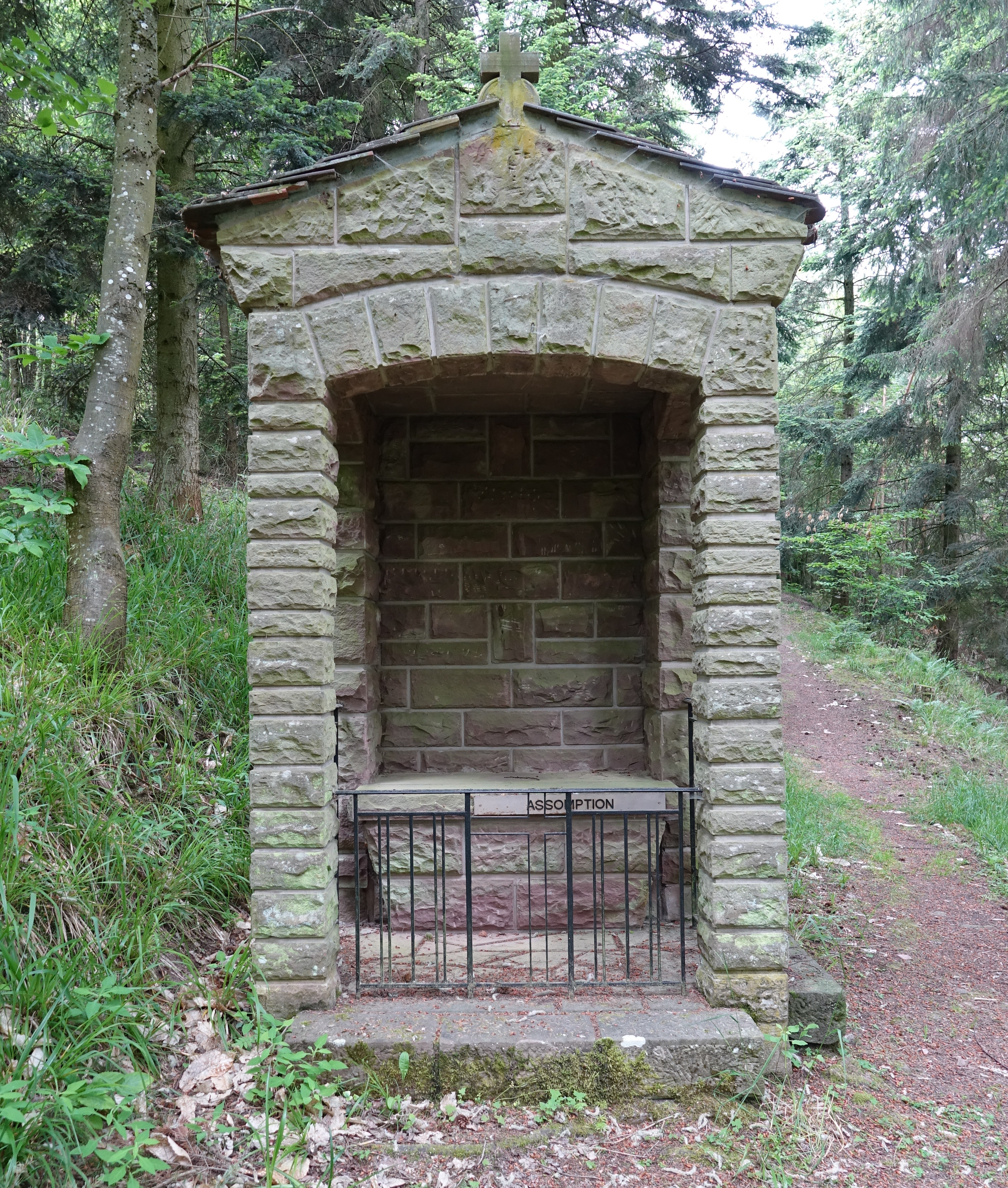
La chapelle "Assomption".
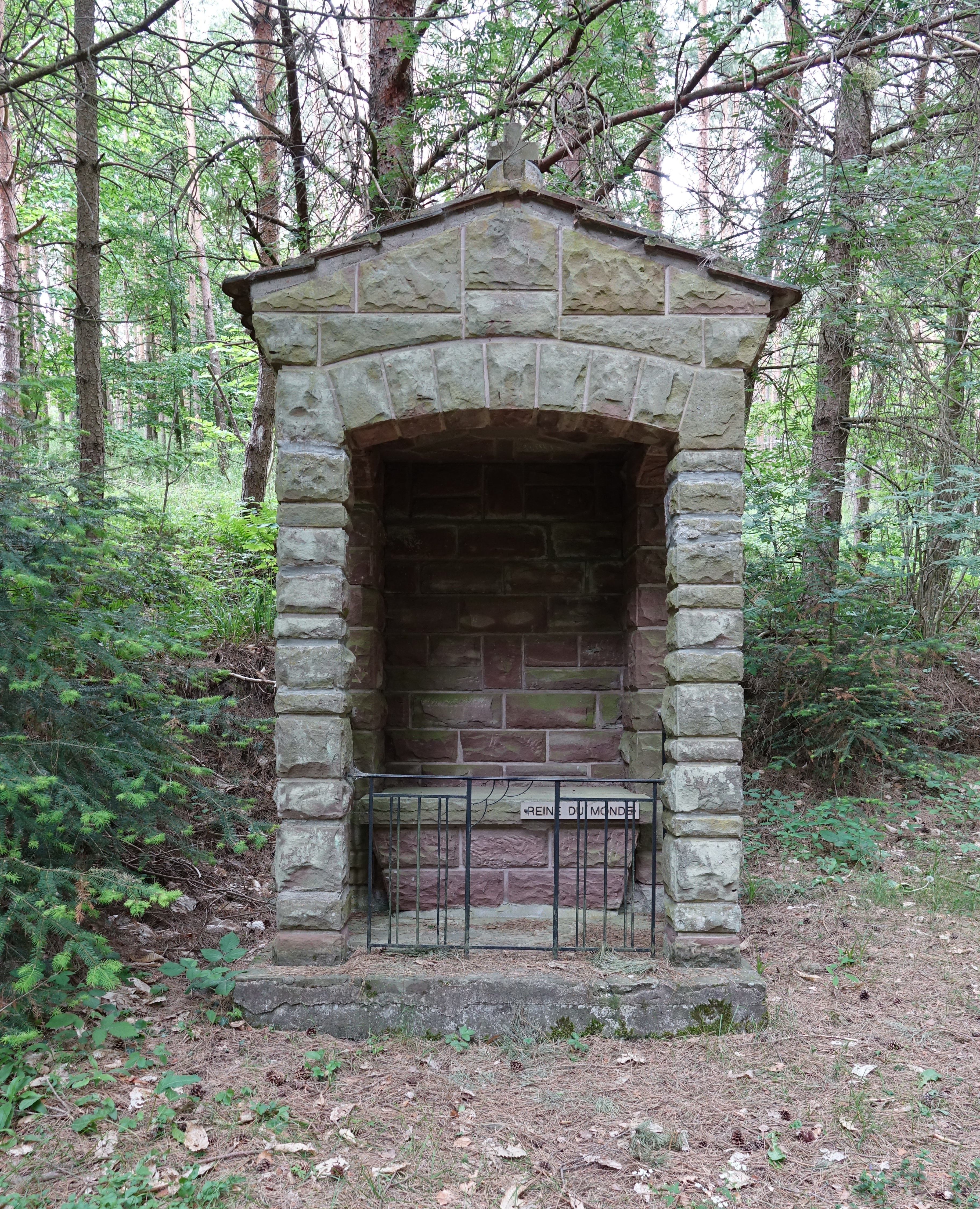
La chapelle "Reine du monde".